# یوایچیرو نامبو

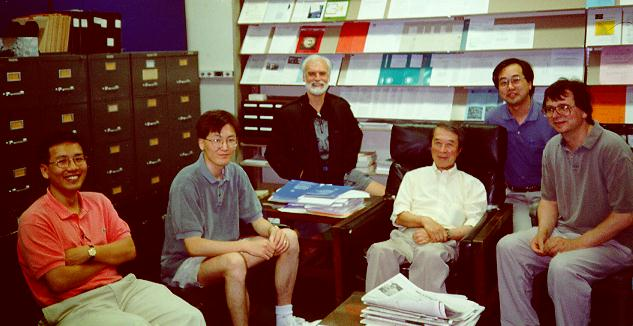
نامبو و همکارانش در ۱۹۹۶

یوایچیرو نامبو (به ژاپنی: 南部 陽一郎 Nambu Yōichirō) (زادهٔ ۱۸ ژانویه ۱۹۲۱ – درگذشته ۵ ژوئیه ۲۰۱۵) فیزیک‌دان ژاپنی-آمریکایی بود. او هم‌اکنون بیشتر به‌خاطر مشارکت‌هایش در زمینه فیزیک نظری شناخته می‌شود. در سال ۲۰۰۸ به خاطر تلاش‌هایش در زمینه کشف مکانیسم شکست خود به خود تقارن در ذرات زیراتمی جایزه نوبل به او اهدا شد.
نامبو در سال ۱۹۵۲ از ژاپن به آمریکا مهاجرت کرد و در سال ۱۹۷۰ تابعیت کشور آمریکا را پذیرفت. او در دانشگاه شیکاگو ۴۰ سال تدریس کرده‌است. او در سال ۱۹۶۰ مکانیسم «نقض تقارن در ساختار ریز» را در فیزیک ذرات بنیادین تشریح کرد.